# ムカゴイラクサ属
ムカゴイラクサ属（ムカゴイラクサぞく、学名：Laportea 、漢字表記：珠芽刺草属）は、イラクサ科の属の1つ。
新しいAPG植物分類体系では、イラクサ科はバラ目に分類される。

## 特徴
草本だけでなく、低木および高木になるものもあり、刺毛がある。葉は互生し、縁は鋸歯があるか全縁になる。托葉があり、離生するか合着し、早く落ちる。雌雄異株または雌雄同株で、ふつう雌雄の花序は別々に生えるが、まれに同一花序に混在することがある。雄花の花被片は4-5個あり、雄蕊も同数ある。雌花の花被片は4個あり、柱頭は長い線形になる。
熱帯から亜熱帯に多く分布し、約45種知られ、うち日本には草本2種が分布する。

## 日本に分布する種
- ムカゴイラクサ Laportea bulbifera (Siebold et Zucc.) Wedd. - 日本の北海道・本州・四国・九州の他、朝鮮半島、中国大陸に分布する[3][4]。
- ミヤマイラクサ Laportea cuspidata (Wedd.) Friis - 日本の北海道・本州・九州（福岡県）の他、朝鮮半島、中国大陸に分布する[3][4]。